# پروسیتشکا (ناحیه هاولیتشکوف برود)
پروسیتشکا (به چکی: Prosíčka) یک منطقهٔ مسکونی در جمهوری چک است که در ناحیه هاولیتشکوف برود واقع شده‌است. پروسیتشکا ۵٫۵ کیلومتر مربع مساحت و ۱۲۷ نفر جمعیت دارد و ۵۱۸ متر بالاتر از سطح دریا واقع شده‌است.